# 344 (číslo)
Tři sta čtyřicet čtyři je přirozené číslo, které následuje po čísle tři sta čtyřicet tři a předchází číslu tři sta čtyřicet pět. Římskými číslicemi se zapisuje CCCXLIV a řeckými číslicemi τμδ.

## Matematika
344 je:
- Deficientní číslo
- Nešťastné číslo
- Osmistěnové číslo

## Astronomie
- (344) Desiderata je planetka hlavního pásu, kterou objevil v roce 1892 Auguste Charlois

## Doprava
- Silnice II/344 je česká silnice II. třídy vedoucí na trase Havlíčkův Brod – Chotěboř – Libice nad Doubravou – Dolní Bradlo – Nasavrky[1][2]

## Roky
- 344
- 344 př. n. l.